# Gary O’Neil
Gary Paul O’Neil (Beckenham, 1983. május 18. –) angol utánpótlás-válogatott labdarúgó és labdarúgóedző. Visszavonulása előtt játszott a Portsmouth (ahol a szezon játékosának választották 2006-ban), a Walsall, a Cardiff City, a Middlesbrough, a West Ham United, a Queens Park Rangers, a Norwich City, a Bristol City és a Bolton Wanderers csapataiban.

## Statisztikák

### Játékosként
| Csapat                    | Szezon           | Bajnokság        | Bajnokság | Bajnokság | Kupa | Kupa  | Ligakupa | Ligakupa | Egyéb | Egyéb | Összesen | Összesen |
| Csapat                    | Szezon           | Liga             | P.        | Gólok     | P.   | Gólok | P.       | Gólok    | P.    | Gólok | P.       | Gólok    |
| ------------------------- | ---------------- | ---------------- | --------- | --------- | ---- | ----- | -------- | -------- | ----- | ----- | -------- | -------- |
| Portsmouth                | 1999–2000        | First Division   | 1         | 0         | 0    | 0     | 0        | 0        | —     | —     | 1        | 0        |
| Portsmouth                | 2000–2001        | First Division   | 10        | 1         | 0    | 0     | 2        | 0        | —     | —     | 12       | 1        |
| Portsmouth                | 2001–2002        | First Division   | 33        | 1         | 1    | 0     | 1        | 0        | —     | —     | 35       | 1        |
| Portsmouth                | 2002–2003        | First Division   | 30        | 3         | 1    | 0     | 1        | 0        | —     | —     | 32       | 3        |
| Portsmouth                | 2003–2004        | Premier League   | 3         | 2         | 0    | 0     | 2        | 0        | —     | —     | 5        | 2        |
| Portsmouth                | 2004–2005        | Premier League   | 24        | 2         | 2    | 0     | 2        | 0        | —     | —     | 28       | 2        |
| Portsmouth                | 2005–2006        | Premier League   | 36        | 6         | 2    | 0     | 1        | 1        | —     | —     | 39       | 7        |
| Portsmouth                | 2006–2007        | Premier League   | 35        | 1         | 2    | 0     | 0        | 0        | —     | —     | 37       | 1        |
| Portsmouth                | 2007–2008        | Premier League   | 2         | 0         | 0    | 0     | 1        | 0        | —     | —     | 3        | 0        |
| Portsmouth                | Összesen         | Összesen         | 174       | 16        | 8    | 0     | 10       | 1        | 0     | 0     | 192      | 17       |
| Walsall (kölcsönben)      | 2003–2004        | First Division   | 7         | 0         | 0    | 0     | 0        | 0        | —     | —     | 7        | 0        |
| Cardiff City (kölcsönben) | 2004–2005        | Championship     | 9         | 1         | 0    | 0     | 0        | 0        | —     | —     | 9        | 1        |
| Middlesbrough             | 2007–2008        | Premier League   | 26        | 3         | 3    | 0     | 0        | 0        | —     | —     | 29       | 3        |
| Middlesbrough             | 2008–2009        | Premier League   | 29        | 3         | 4    | 0     | 2        | 0        | —     | —     | 35       | 3        |
| Middlesbrough             | 2009–2010        | Championship     | 36        | 4         | 1    | 1     | 0        | 0        | —     | —     | 37       | 5        |
| Middlesbrough             | 2010–2011        | Championship     | 18        | 0         | 1    | 1     | 0        | 0        | —     | —     | 19       | 1        |
| Middlesbrough             | Összesen         | Összesen         | 109       | 10        | 9    | 2     | 2        | 0        | 0     | 0     | 120      | 12       |
| West Ham United           | 2010–2011        | Premier League   | 8         | 0         | 0    | 0     | 1        | 0        | —     | —     | 9        | 0        |
| West Ham United           | 2011–2012        | Championship     | 16        | 2         | 1    | 0     | 0        | 0        | 3     | 0     | 20       | 2        |
| West Ham United           | 2012–2013        | Premier League   | 24        | 1         | 1    | 0     | 2        | 0        | —     | —     | 27       | 1        |
| West Ham United           | Összesen         | Összesen         | 48        | 3         | 2    | 0     | 3        | 0        | 3     | 0     | 56       | 3        |
| Queens Park Rangers       | 2013–2014        | Championship     | 29        | 1         | 1    | 0     | 0        | 0        | 3     | 0     | 33       | 1        |
| Norwich City              | 2014–2015        | Championship     | 22        | 0         | 1    | 0     | 1        | 0        | 1     | 0     | 25       | 0        |
| Norwich City              | 2015–2016        | Premier League   | 29        | 0         | 1    | 0     | 4        | 0        | —     | —     | 34       | 0        |
| Norwich City              | Összesen         | Összesen         | 51        | 0         | 2    | 0     | 5        | 0        | 1     | 0     | 59       | 0        |
| Bristol City              | 2016–2017        | Championship     | 29        | 1         | 1    | 0     | 0        | 0        | —     | —     | 30       | 1        |
| Bristol City              | 2017–2018        | Championship     | 4         | 0         | 0    | 0     | 2        | 0        | —     | —     | 6        | 0        |
| Bristol City              | Összesen         | Összesen         | 33        | 1         | 1    | 0     | 2        | 0        | 0     | 0     | 36       | 1        |
| Bolton Wanderers          | 2018–2019        | Championship     | 29        | 3         | 1    | 0     | 1        | 0        | —     | —     | 31       | 3        |
| Karrier összesen          | Karrier összesen | Karrier összesen | 489       | 35        | 24   | 2     | 22       | 1        | 7     | 0     | 542      | 38       |

### Edzőként
2023. január 21-én frissítve.
| Csapat          | -tól                | -ig              | Mérkőzések | Mérkőzések | Mérkőzések | Mérkőzések | Mérkőzések |
| Csapat          | -tól                | -ig              | M          | Gy         | D          | V          | Gy %       |
| --------------- | ------------------- | ---------------- | ---------- | ---------- | ---------- | ---------- | ---------- |
| AFC Bournemouth | 2022. augusztus 30. | 2023. június 19. | 37         | 11         | 6          | 20         | 29,7       |
| Total           | Total               | Total            | 37         | 11         | 6          | 20         | 29,7       |

## Díjak és sikerek
Portsmouth
- Football League First Division: 2002–2003

West Ham United
- Football League Championship-rájátszás: 2012

Queens Park Rangers
- Football League Championship-rájátszás: 2014

Norwich City
- Football League Championship-rájátszás: 2015[1]